# Kroger Field
Pour les articles homonymes, voir Commonwealth Stadium.
 (octobre 2024).
Si vous disposez d'ouvrages ou d'articles de référence ou si vous connaissez des sites web de qualité traitant du thème abordé ici, merci de compléter l'article en donnant les références utiles à sa vérifiabilité et en les liant à la section « Notes et références ».
Le Kroger Field (anciennement Commonwealth Stadium) est un stade de football américain situé à Lexington, dans l'état du Kentucky aux États-Unis. 
Le stade de football est utilisé en compétition NCAA par les Kentucky Wildcats. Ce stade, qui offre une capacité de 61 000 places, est la propriété de l'Université du Kentucky.